# محمد بن هارون الروياني
هو أبو بكر محمد بن هارون الروياني الرازي. ولد في حدود (210 هـ)

## شيوخه
مشايخ العراق المشاهير:
1. محمد بن بشار
2. محمد بن إسحاق الصغاني
3. محمد بن المثنى بن دينار العنزي
4. عمرو بن علي الفلاس

## تلامذته
1. أبو بكر الإسماعيلي
2. إبراهيم بن أحمد القرميسيني
3. جعفر بن عبد الله بن فناكي

## وفاته
توفي عام 307 هـ. ذكر كتاب تاريخ الخلفاء للسيوطي أنه توفي في زمن الخليفة العباسي المقتدر بالله 